# Gyöngyösy József Pál
Gyöngyösy József Pál (Darma, Ung vármegye, 1779. július 20. – Csorna, 1857. március 18.) kanonok, csornai prépost.

## Élete
Nemes szülők gyermeke, Gyöngyösy István költő leszármazottja. Alsóbb iskoláit az ungvári gimnáziumban végezte el 1797-ben; a bölcseletet és a jogot a pesti egyetemen hallgatta és 1804-ben a premontrei kanonokrendbe lépett. 1806. december 25-én Veszprémben miséspappá szentelték föl. 1808-ban a keszthelyi k. gimnázium igazgatója, házfőnök, tanár és hitszónok volt, később pedig a Festetics György gróf által alapított magánlíceumban a történelmet adta elő. 1812-től 1815-ig a csornai levéltárnál mint olvasó-kanonok működött. 1815-ben Szombathelyen mint házfőnök, a gimnázium igazgatása mellett, a tanári és hitszónoki teendőket is viselte. 1820. augusztus 28-án a király csornai prépostnak nevezte ki. A prépostságában lévő templomokat és rendházakat, úgyszólván romjaikból emelte ki; Csornán 10 000 kötetből álló csinos könyvtárt alkotott; az őslevéltárt sajátkezűleg rendezte és a gondjai alatt álló két gimnáziumot szakbeli könyvekkel szerelte fel.
Az 1825. évi országgyűlésen Czindery Lászlónak a szerzetesek ellen intézett panaszára figyelmet keltő mentő beszédet tartott.

## Munkája
- Dictio directoris gymnasii Keszthelyiensis ad juventutem scholarum dum semestr. classificatio perlegeretur. 1810. Weszpremii.